# Microsoft Outlook Hotmail Connector
O Microsoft Outlook Hotmail Connector (anteriormente chamado de Microsoft Office Outlook Connector, que é agora uma ferramenta diferente) é um complemento gratuito para o Microsoft Outlook que permite aos usuários acessar contas do Windows Live Hotmail ou Office Live Mail através do Microsoft Outlook. Com este complemento, é possível acessar e-mails e contatos em qualquer conta do Hotmail gratuitamente. Na versão 12, o acesso a tarefas e notas e sincronização on-line com o MSN Calendar está disponível apenas para assinantes do MSN contas premium.
A Versão 12.1 foi lançada em dezembro de 2008 como uma atualização opcional. A Versão 12.1 usa o Windows Live Calendar, em vez do antigo MSN Calendar. Isto também significa que recursos de calendário se tornou livre para todos os usuários. Em abril de 2008, a versão 12.1 tornou-se uma atualização necessária para continuar usando o serviço como parte de uma migração do MSN Calendar para o Windows Live Calendar. O Outlook Connector só funciona com o Outlook 2003, 2007 e 2010 com sistemas Windows XP, Windows Vista ou Windows 7. O Outlook Connector usa DeltaSync, um protocolo de comunicações de propriedade da Microsoft.